# Ocotea porosa
Ocotea porosa là một loài thực vật thuộc họ Lauraceae, thường được xếp vào chi có liên hệ là Phoebe. Tên phổ thông trong ngôn ngữ bản địa bao gồm embuia (embúia), embuya, imbuia (imbúia), imbuya, canela-imbuia, và tiếng Anh "Brazilian walnut" (mặc dù nó không liên quan gì đến các cây walnut - hồ đào).
Cây này có ở rừng mưa Araucaria angustifolia vùng núi cận nhiệt đới phía nam Brasil, chủ yếu ở các bang Paraná và Santa Catarina, và với số lượng ít hơn ở São Paulo và Rio Grande do Sul. Loài này cũng có ở Argentina và/hoặc Paraguay.
Cây thường cao 40 mét và đường kính thân cây 1,8 mét. Đây là cây gỗ có giá trị kinh tế lớn ở Brasil vì gỗ được dùng đóng đồ gỗ cao cấp có vân đẹp và dùng lát sàn nhà
Đây là một cây vườn phổ biến của vùng cận nhiệt đới trên thế giới. Ở khu vực sinh sống bản địa, nó là một loài nguy cấp.

## Hình ảnh

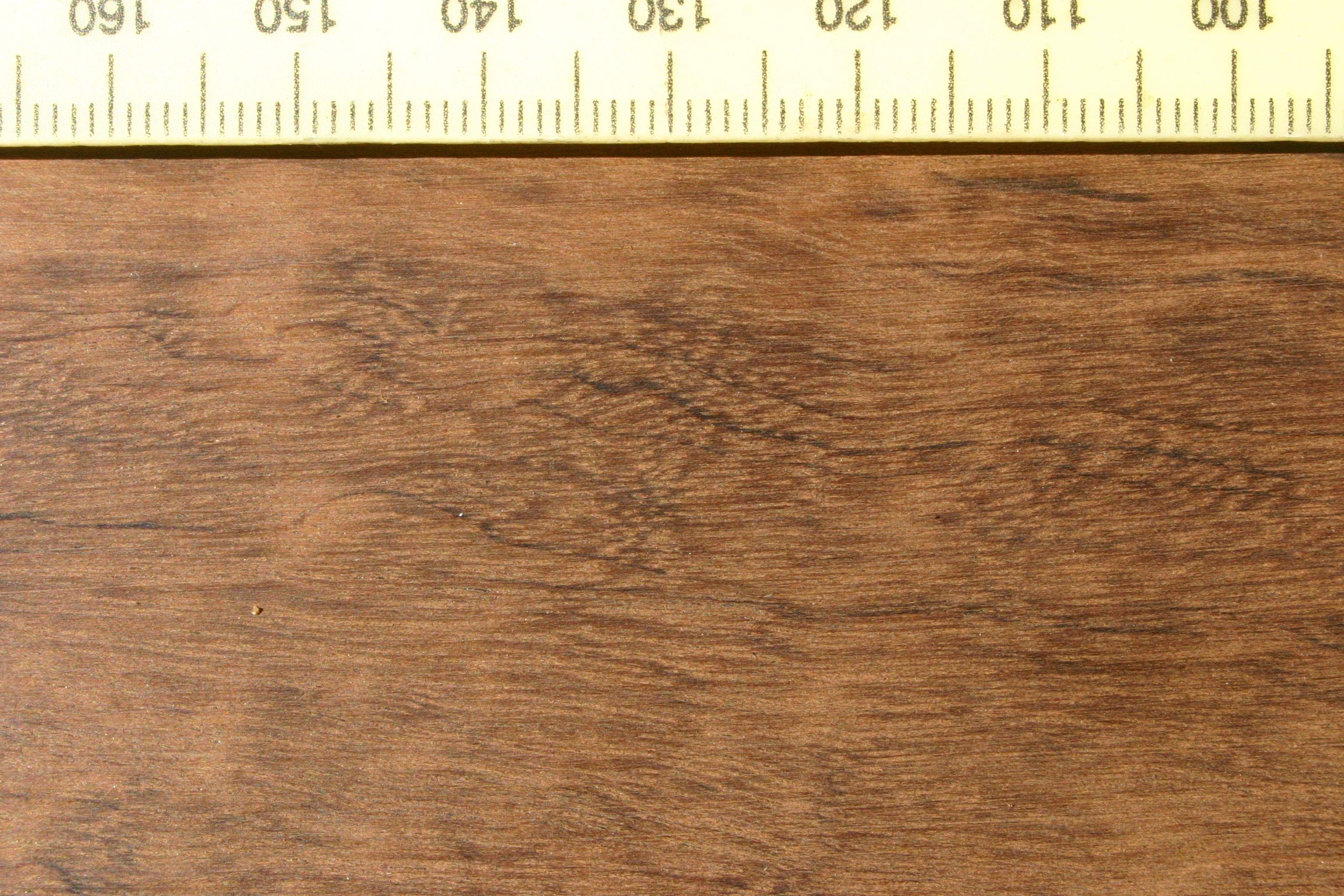
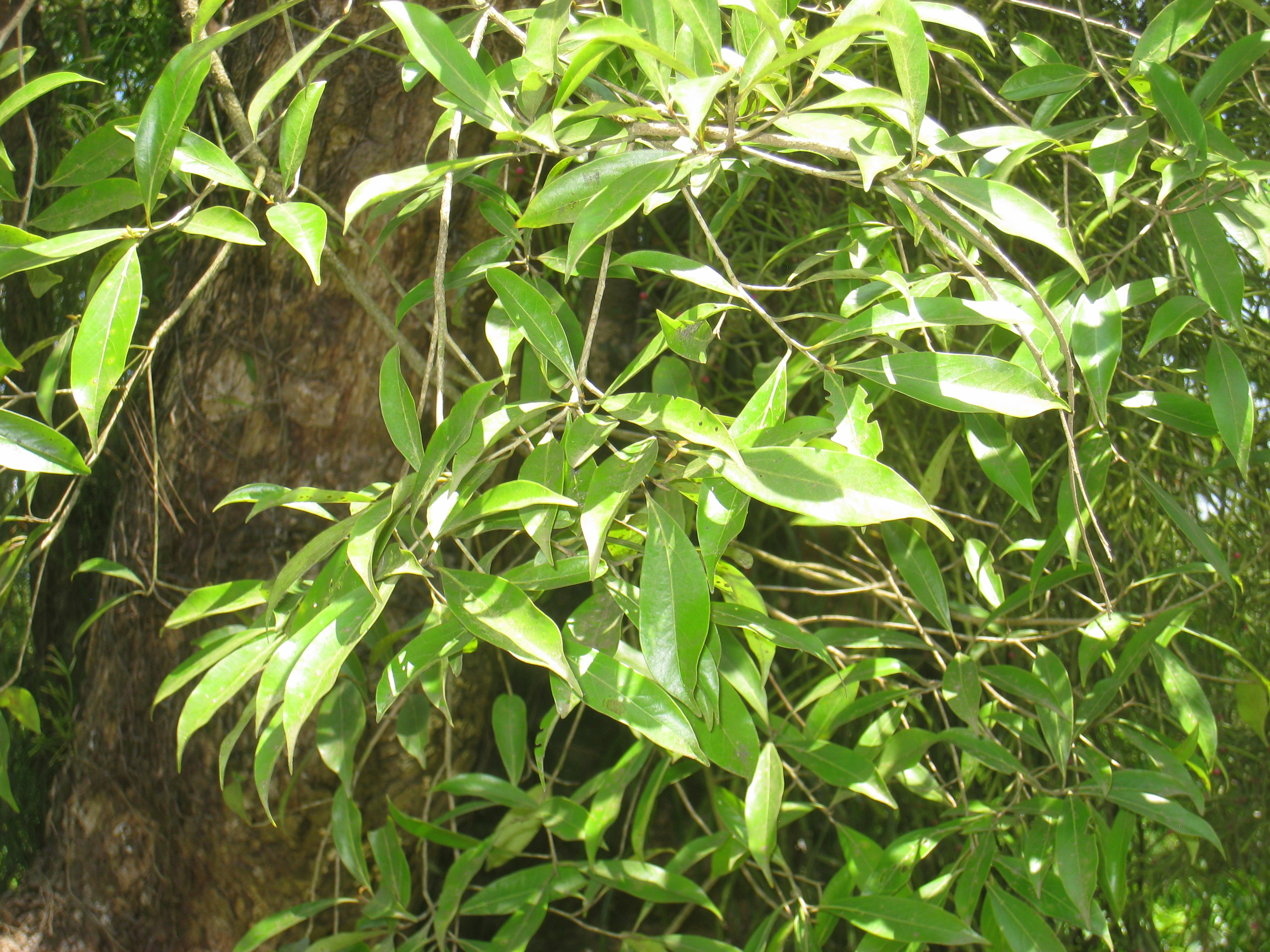